# 870.
870. je osmo desetletje v 9. stoletju med letoma 870 in 879. 